# Frits Thaulow
Frits Thaulow (Kristiania, 20 oktober 1847 – Volendam, 5 november 1906) was een vooraanstaand Noors kunstschilder.

## Leven en werk

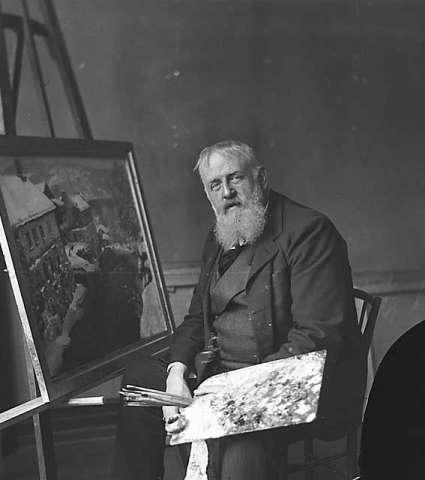
Thaulow in zijn atelier, door Wilse

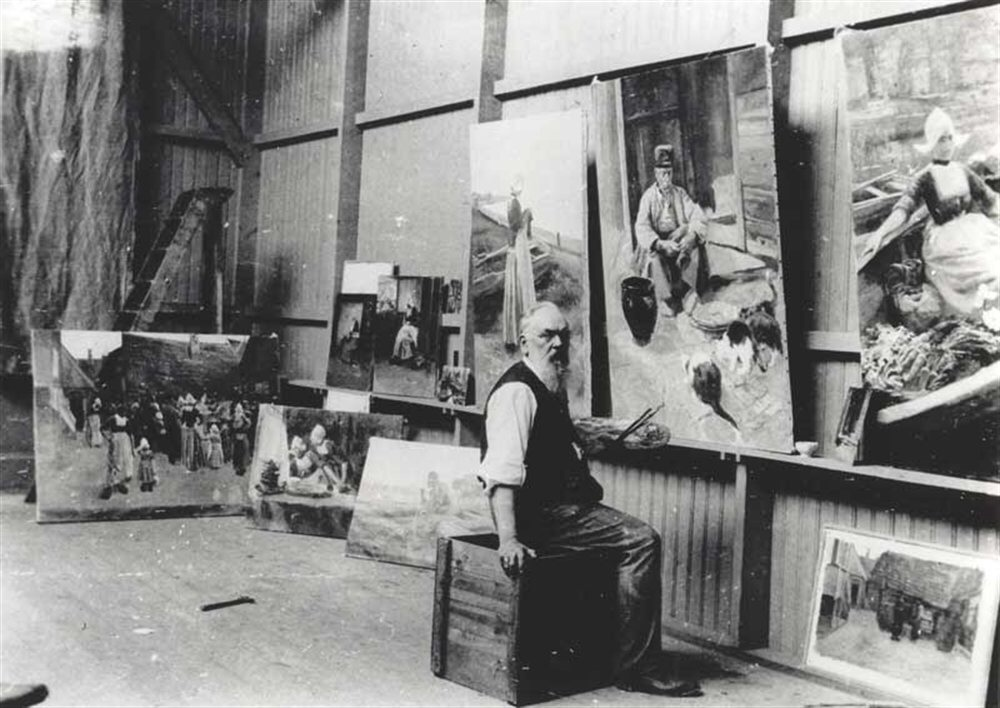
Thaulow aan het werk in Volendam, 1906

Thaulow kreeg zijn opleiding aan de Koninklijke Deense Kunstacademie in Kopenhagen. Van 1873 tot 1875 was hij leerling van Hans Gude te Karlsruhe. In de jaren daaropvolgend werkte hij in Parijs, waar hij aanvankelijk werd beïnvloed door het impressionisme. Later helde hij meer naar het naturalisme.
In 1880 keerde Thaulow terug naar Noorwegen. Daar groeide hij uit tot een van de toonaangevende figuren binnen de Noorse kunstwereld. Samen met Christian Krohg en Erik Werenskiold zette hij zich af tegen de heersende burgerlijke kunstopvattingen in die tijd. In 1882 organiseerde hij met hen te Oslo de spraakmakende “Herfsttentoonstelling” (Høstutstillingen), die later uitgroeide tot een internationaal bekende expositie van hedendaagse kunst welke nog altijd jaarlijks wordt gehouden. Een tijd lang verbleef hij ook regelmatig op Skagen, bij de Skagenschilders.
In 1892 vertrok Thaulow weer naar Frankrijk en vestigde zich te Dieppe. Daar schilderde hij aanvankelijk veel in de omgeving, maar uiteindelijk vestigde hij zich toch weer in Parijs waar hij stadsgezichten schilderde. Thaulow nam in de jaren negentig deel aan diverse grote internationale tentoonstellingen en verkreeg rond de eeuwwisseling internationale roem.
Thaulow hechtte er altijd veel belang aan dat hij zich niet ging herhalen en maakte daarom veelvuldig reizen, onder meer naar Spanje, Italië (Venetië), België, Nederland en in 1898 ook de Verenigde Staten. In 1905 kocht hij een auto, waarmee hij zich gemakkelijker kon verplaatsen. Hij reed ermee naar Nederland en bracht de herfstmaanden door in de omgeving van Dordrecht en Rotterdam, waar hij tevens een aantal musea bezocht. In 1906 reed hij opnieuw naar Holland en werkte in Edam en Volendam. In november van dat jaar liet hij daar plotseling het leven in hotel Spaander.
Thaulow was erelid van de kunstacademies van Stockholm, Kopenhagen en München. In 1905 ontving hij de Orde van Sint-Olaf.
Werk van Thaulow is heden ten dage te bewonderen in de grote wereldmusea, zoals in het Museum of Fine Arts te Boston en het Hermitage Museum te Sint-Petersburg. De grootste collectie van zijn werk is in het bezit van de National Gallery of Norway te Oslo.

## Galerij

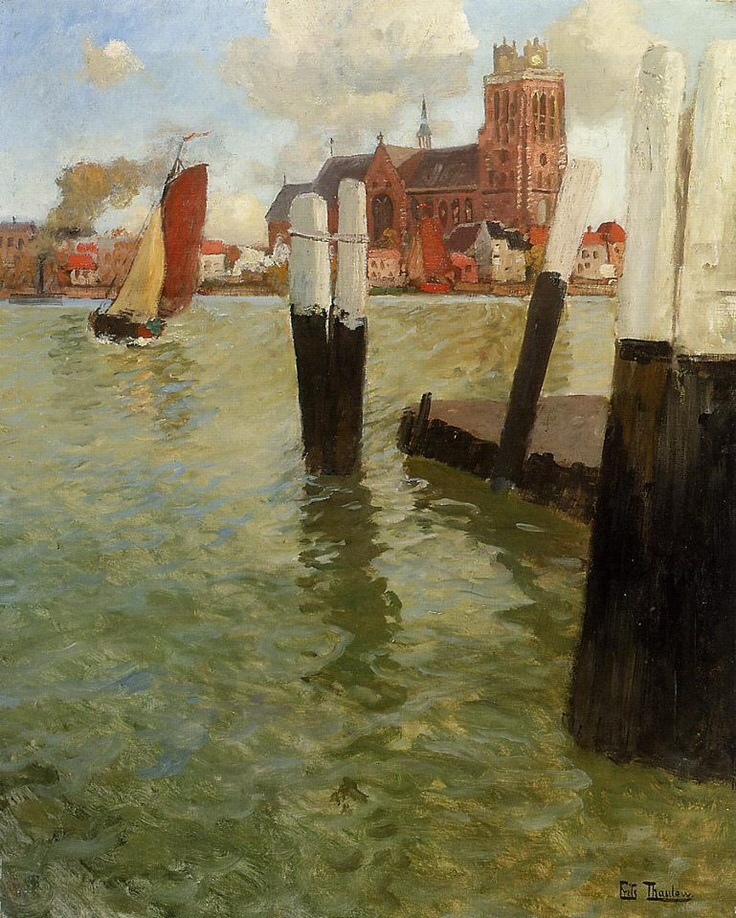
Dordrecht, 1905
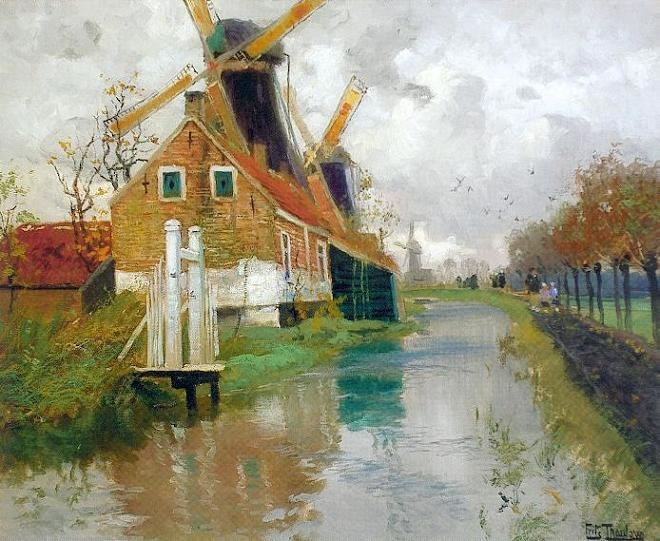
Landschap met molen, Holland, 1892
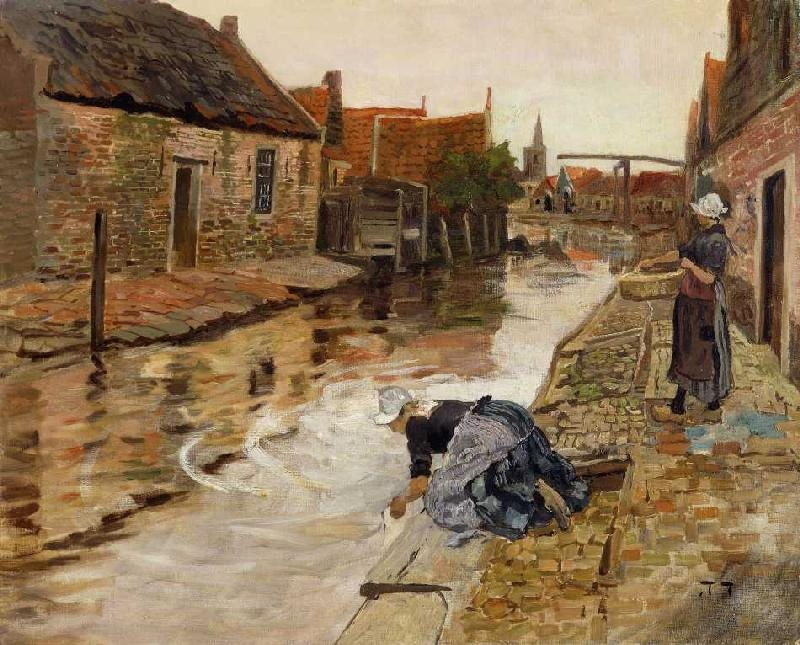
Volendam, 1906
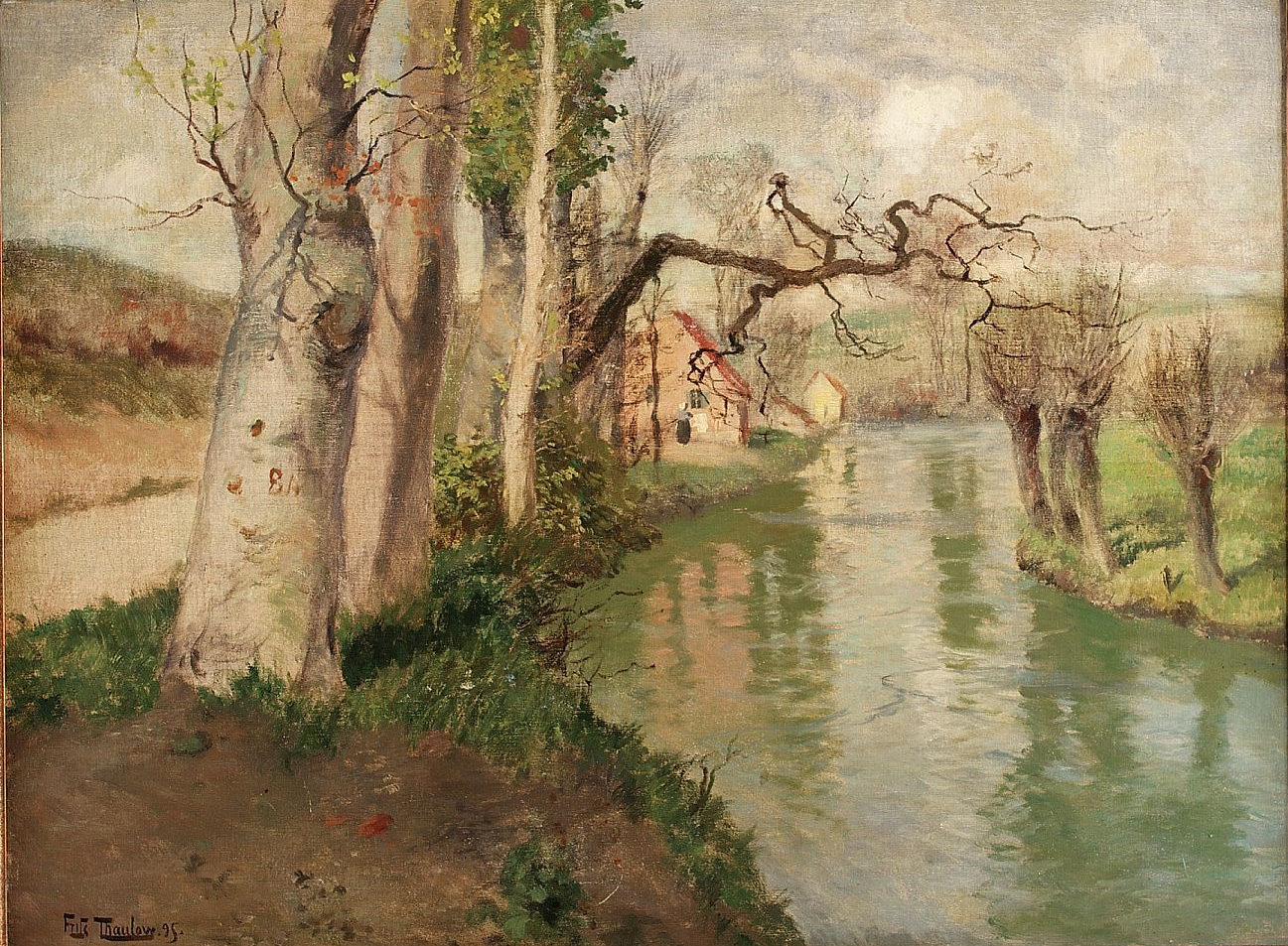
Fra Dieppe med leven Arques, 1895
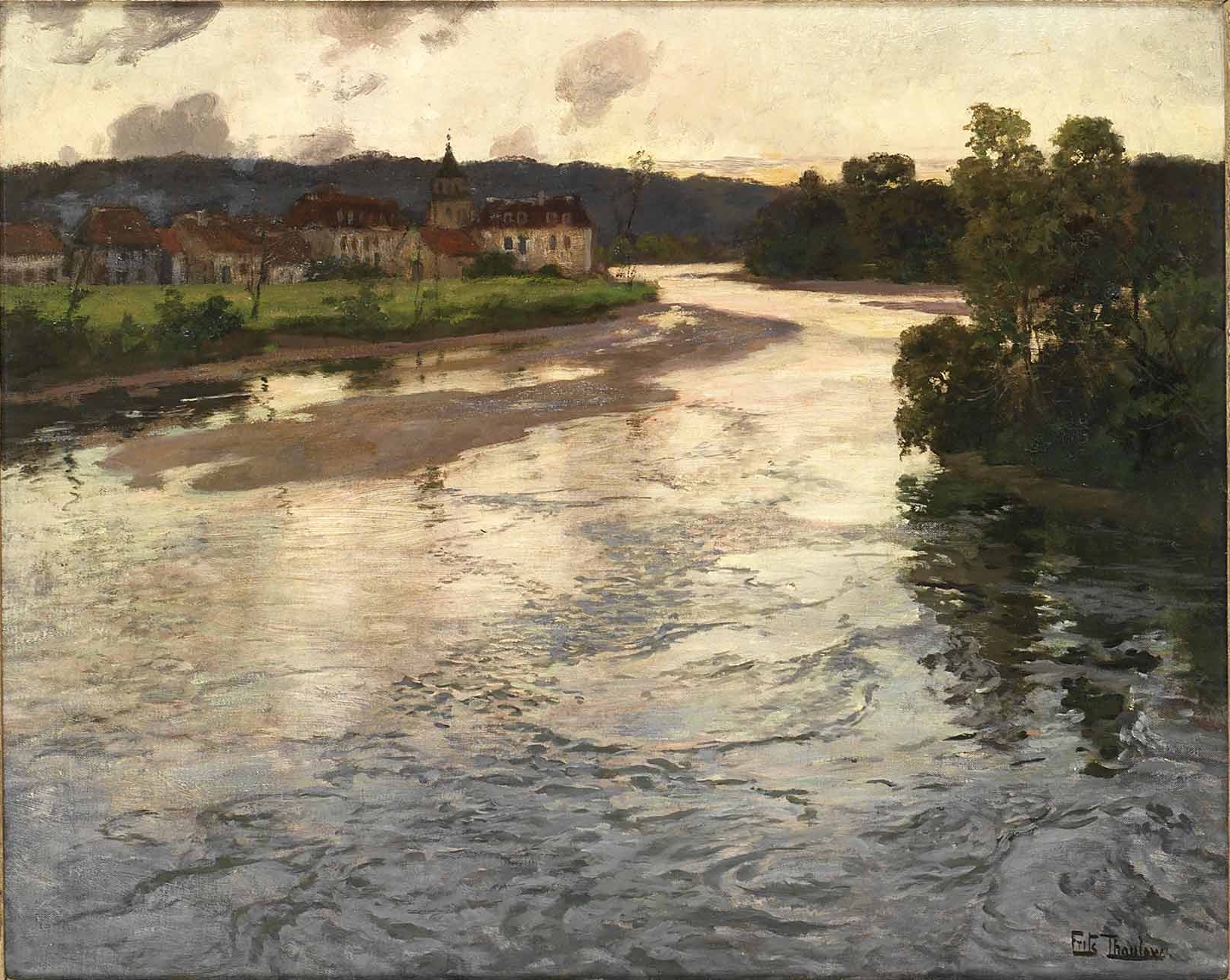
La Dordogne, 1903
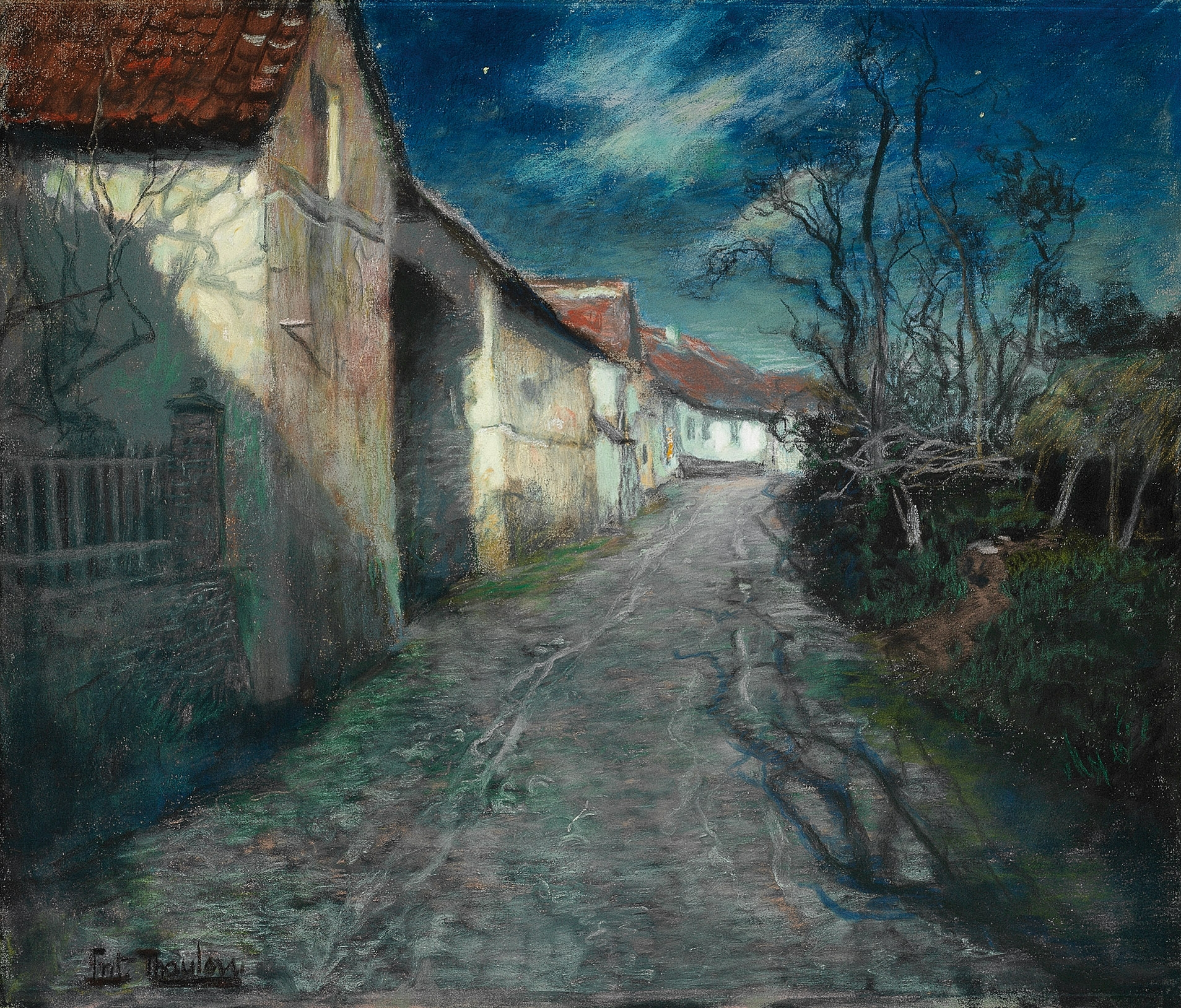
Clair de lune à Beaulieu, 1904
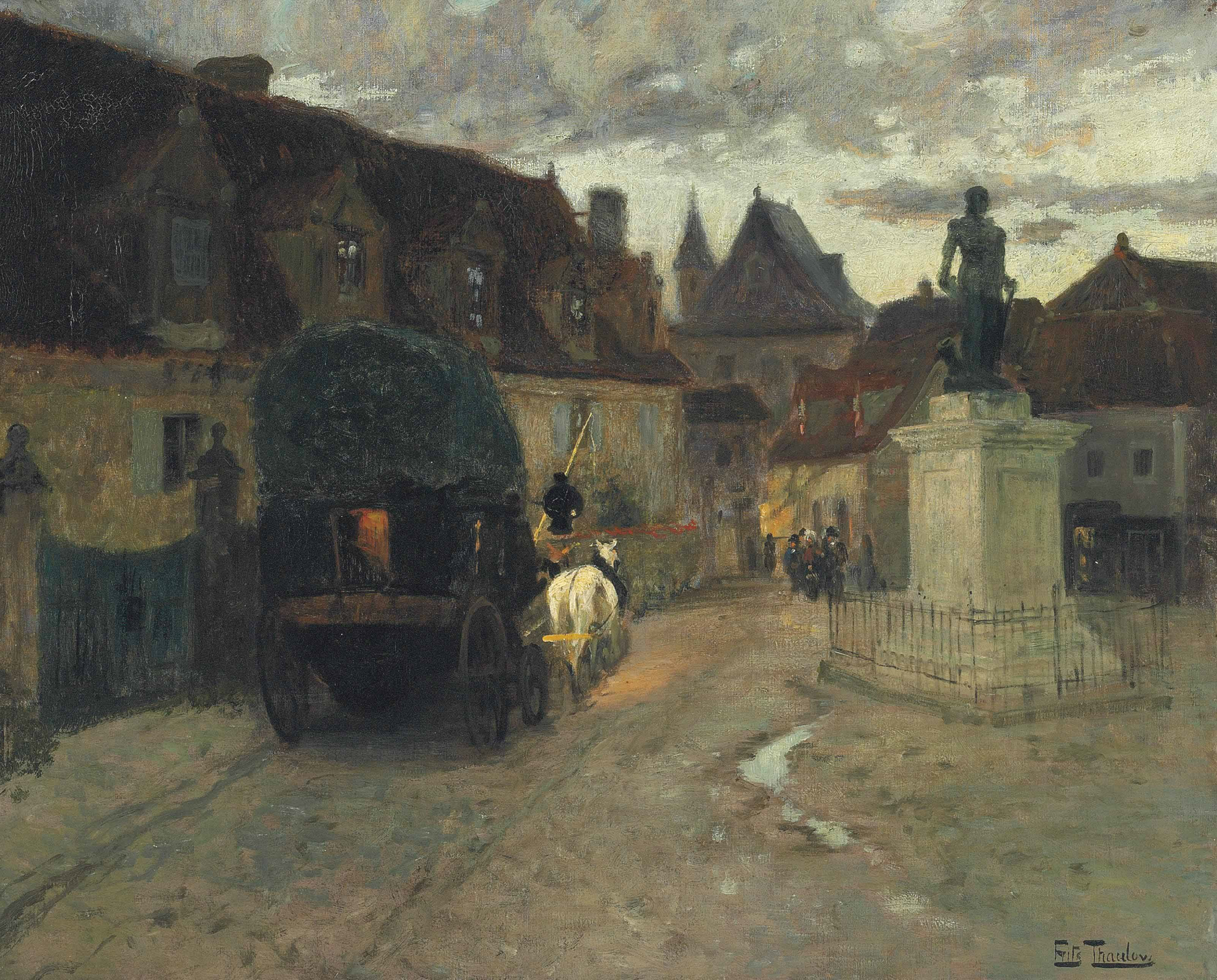
Place Marbot, 1904
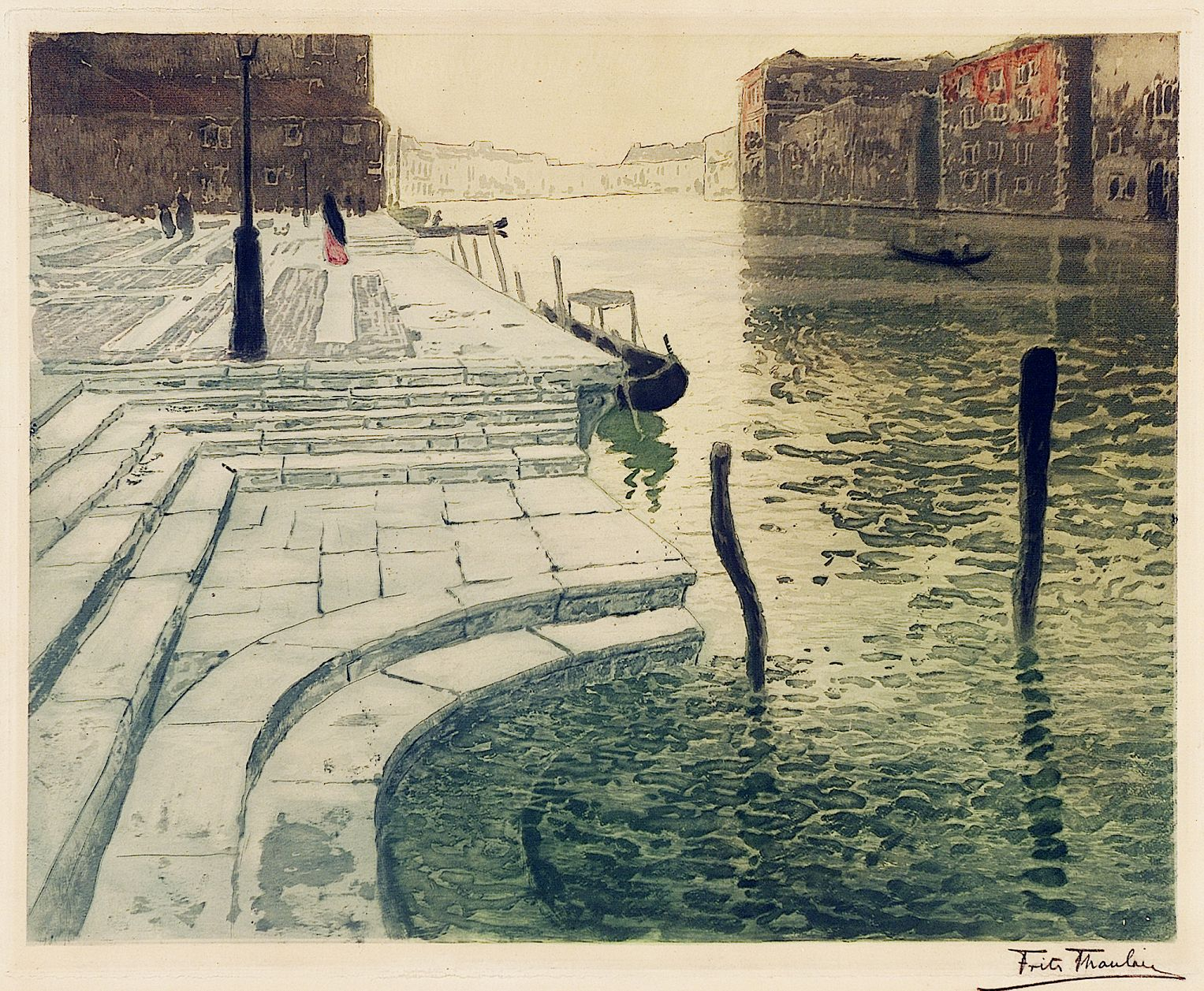
Marmortrappen, 1903
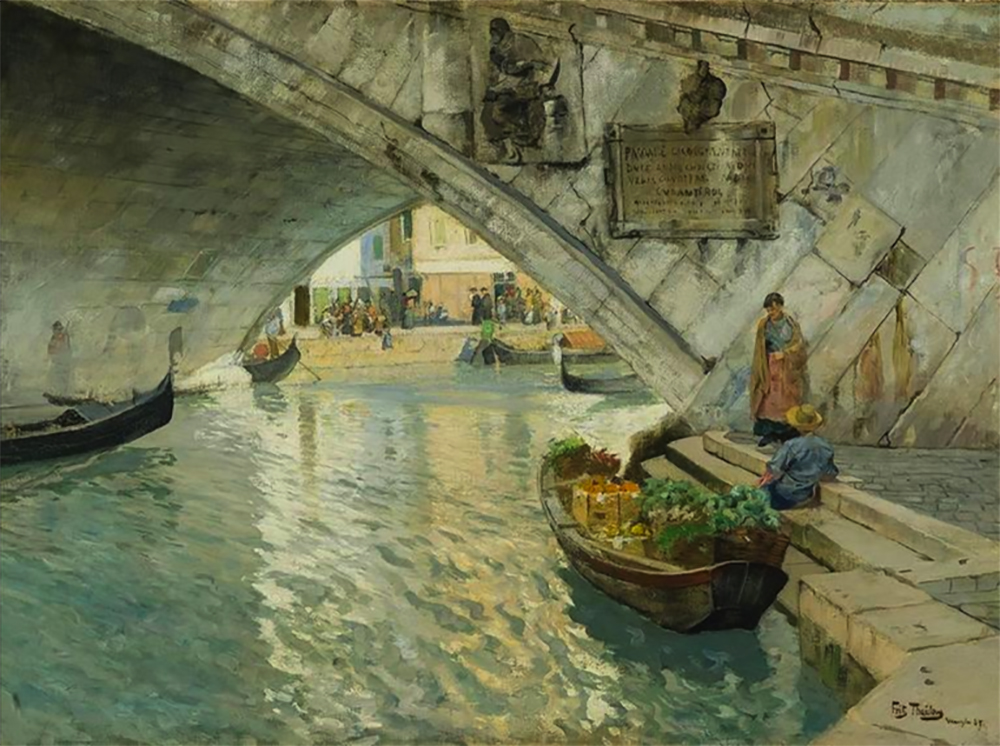
Rialto, Venetië
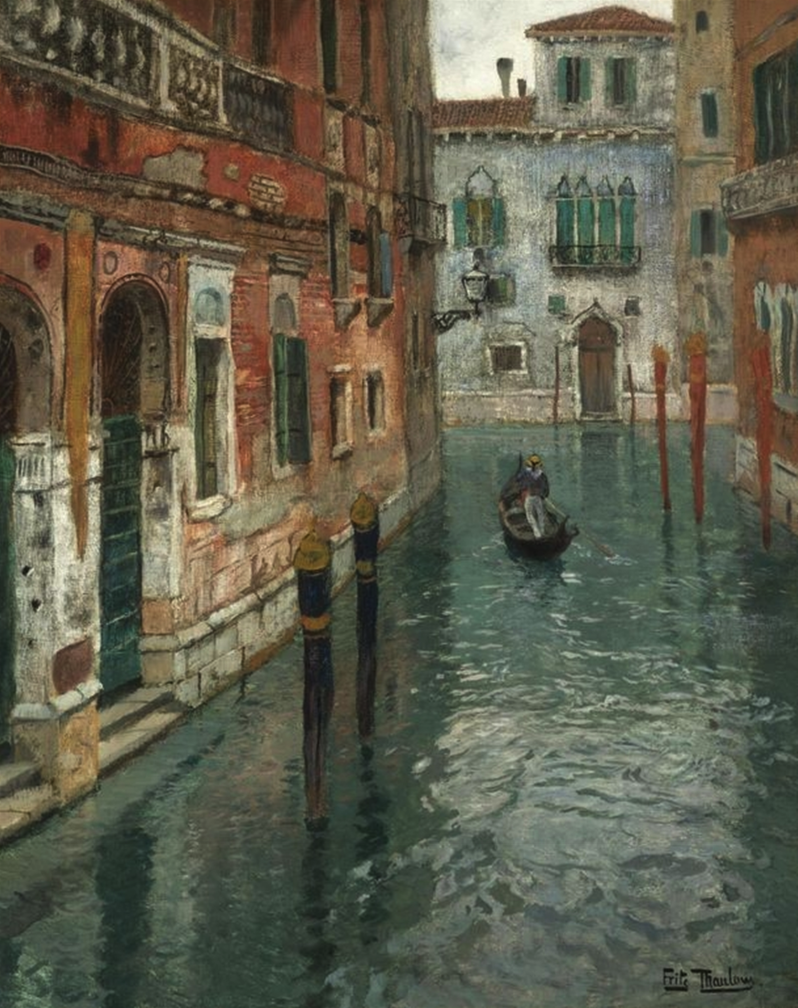
Vue de Venise
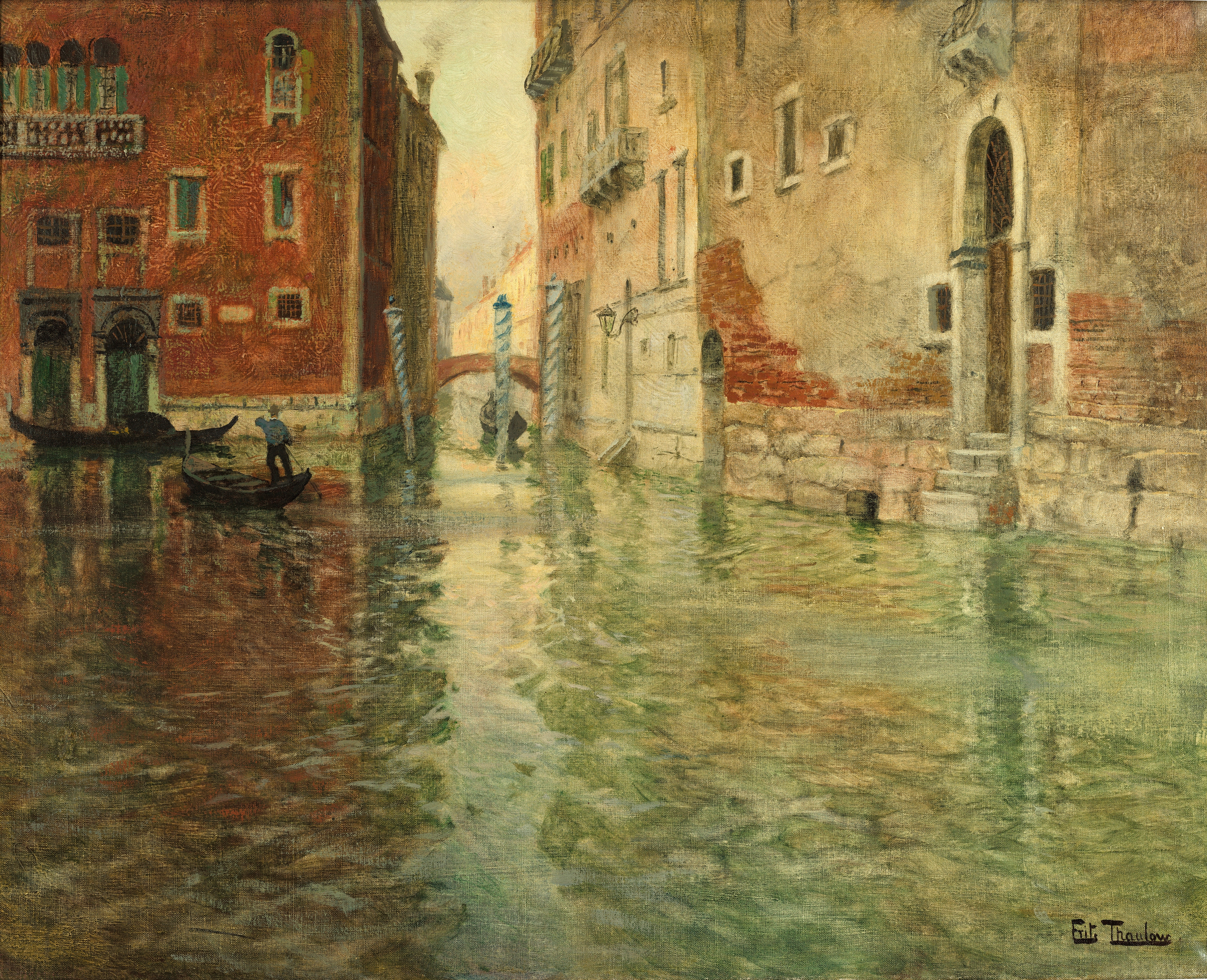
Venise 1894
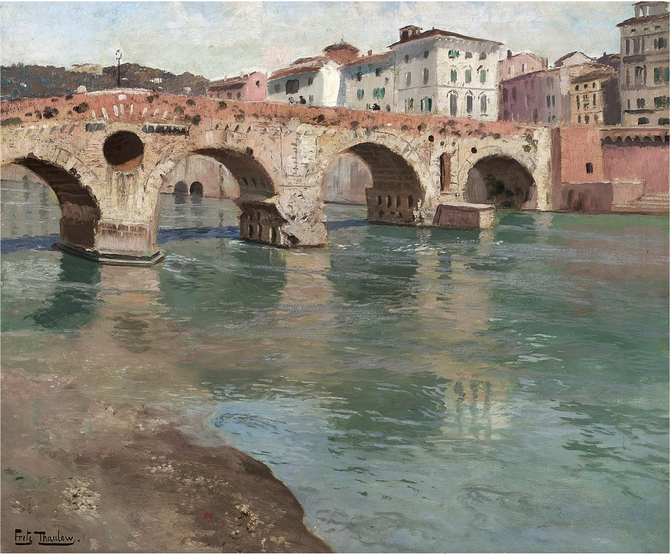
Ponte Pietra, Verona 1894
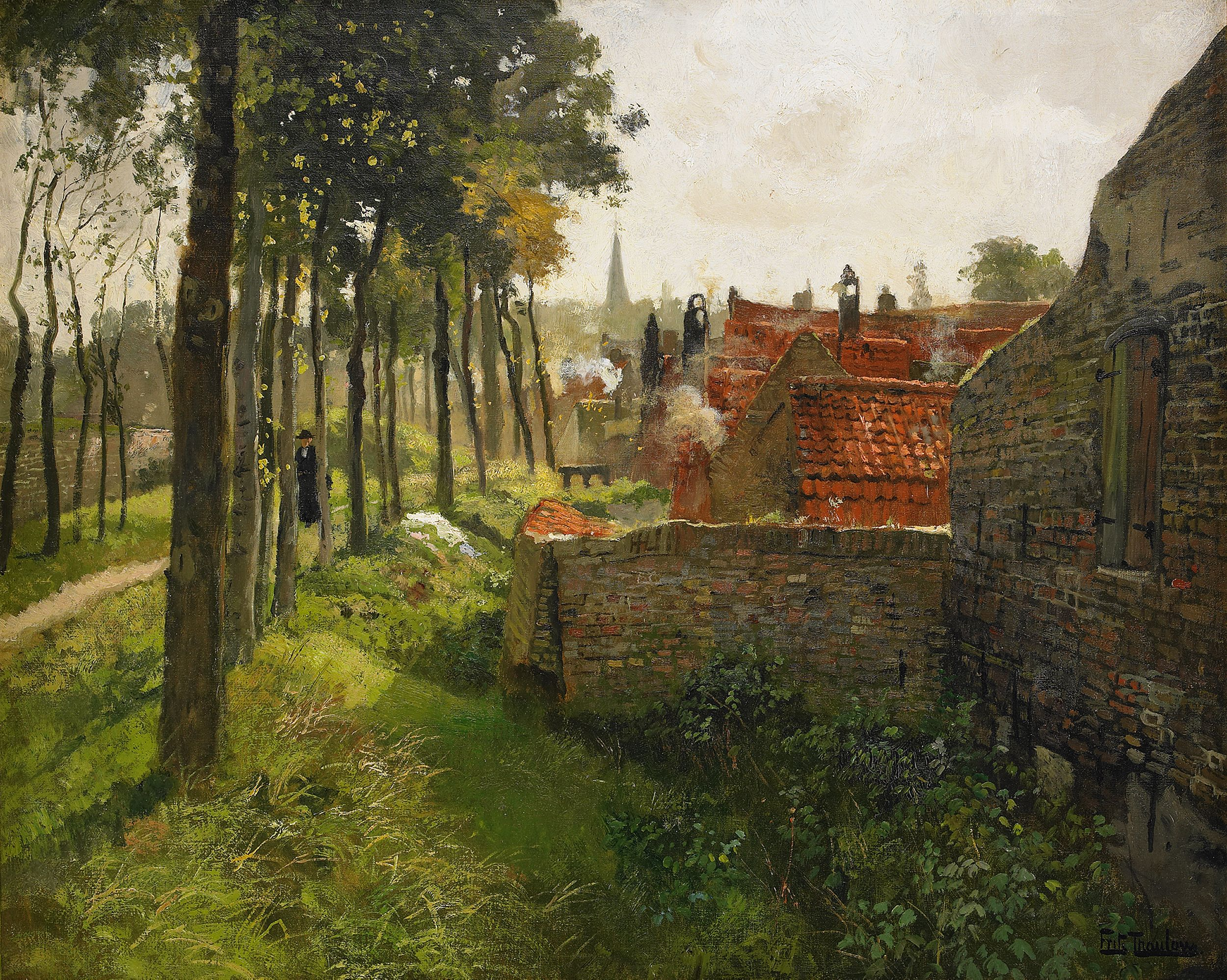
Le curé
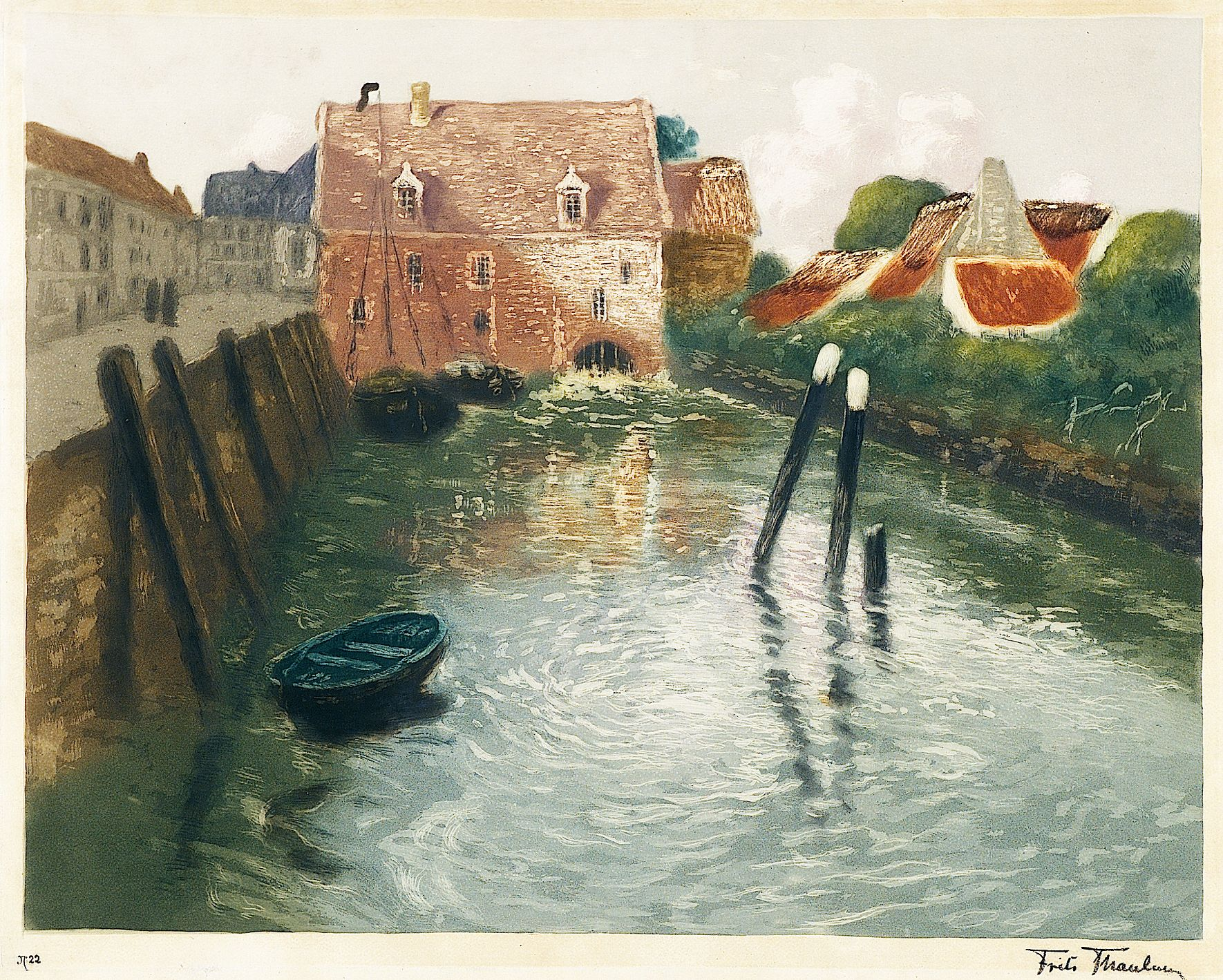
Kanal med vannmølle
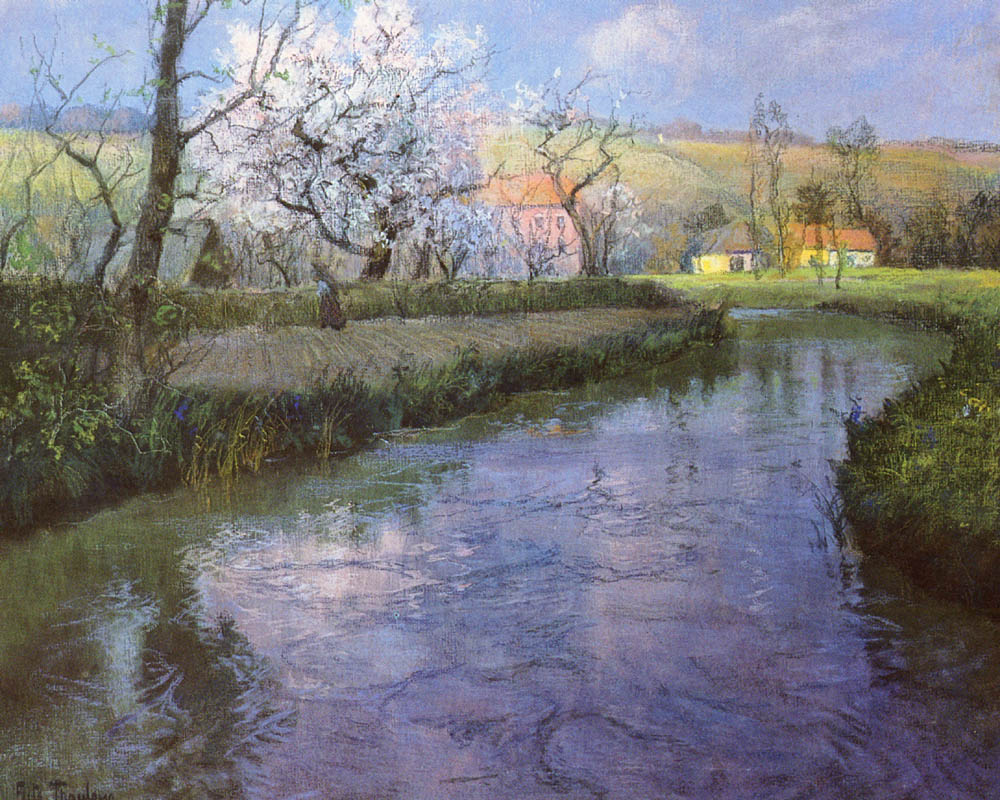
Frans rivierlandschap
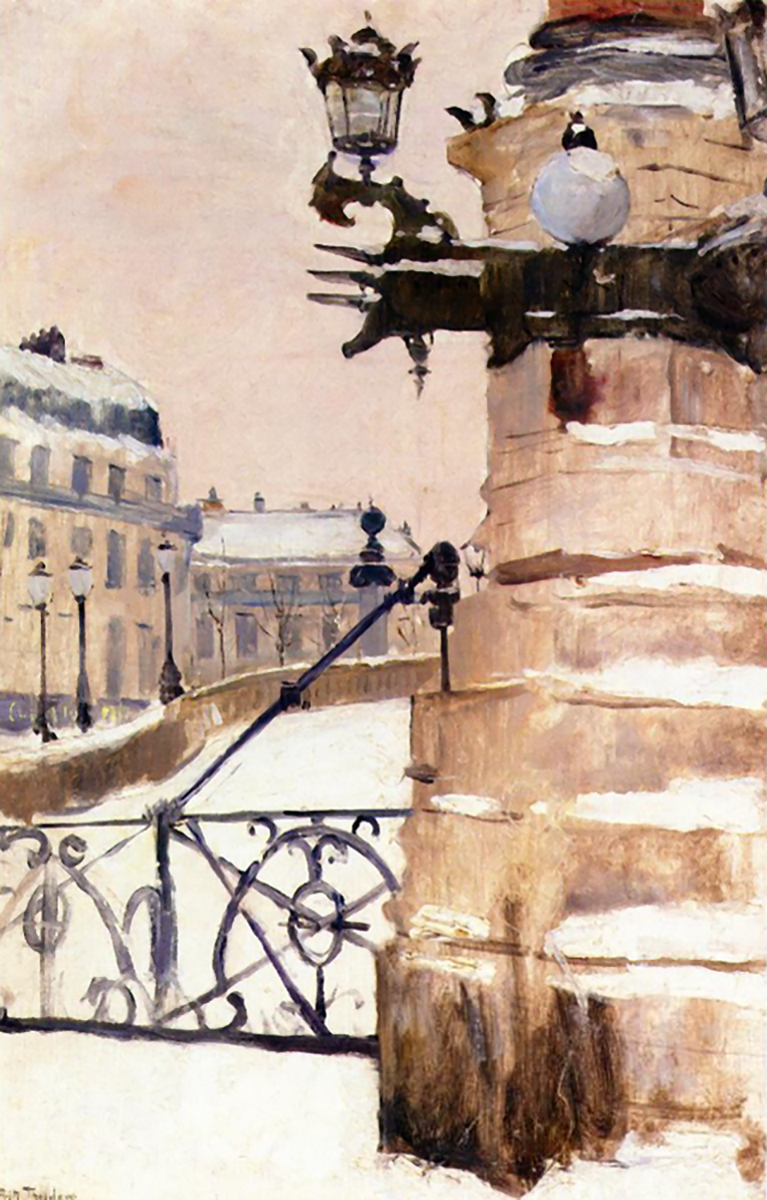
Hiver à Paris
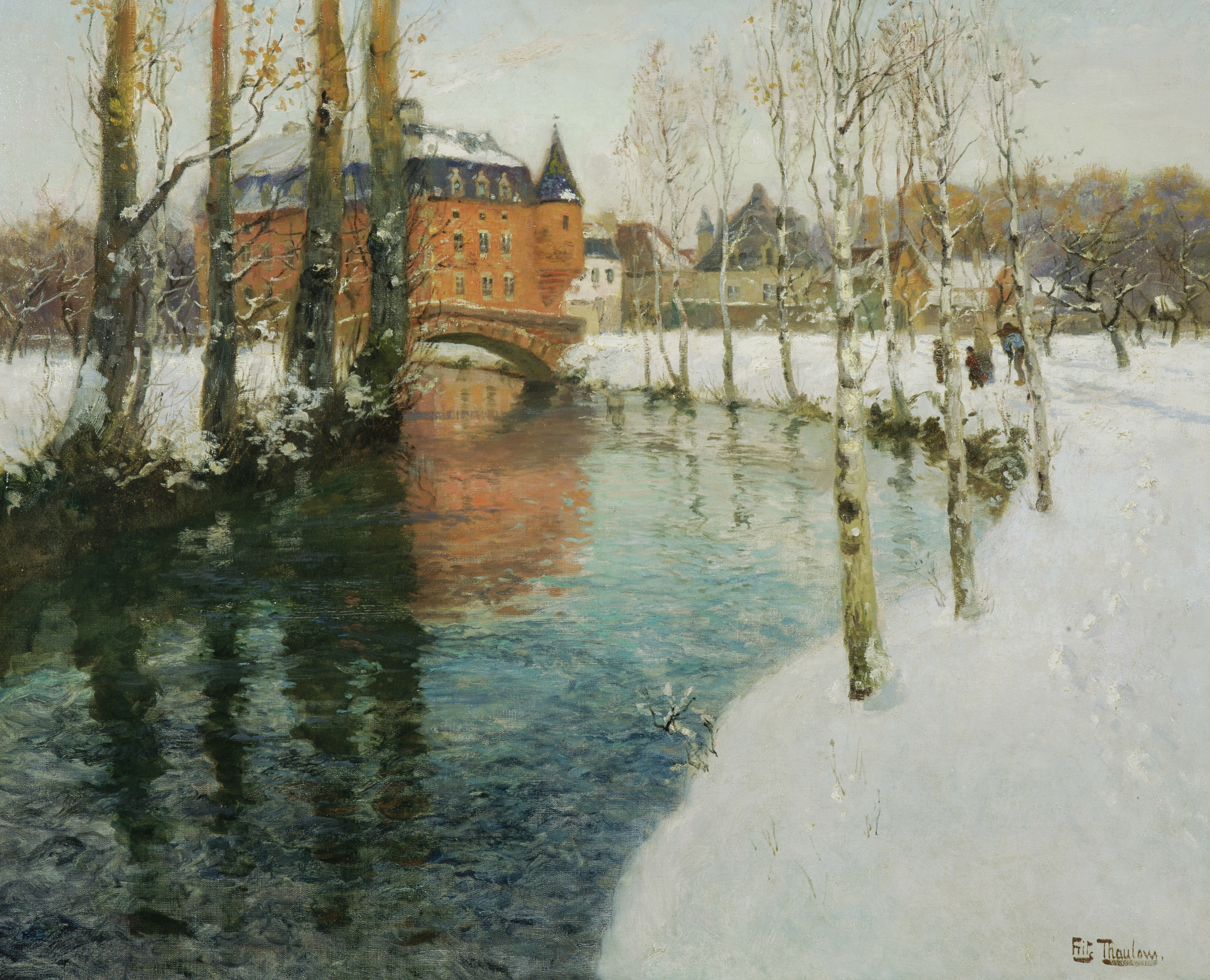
Un château en Normandie, 1895